# 찰스 베이커

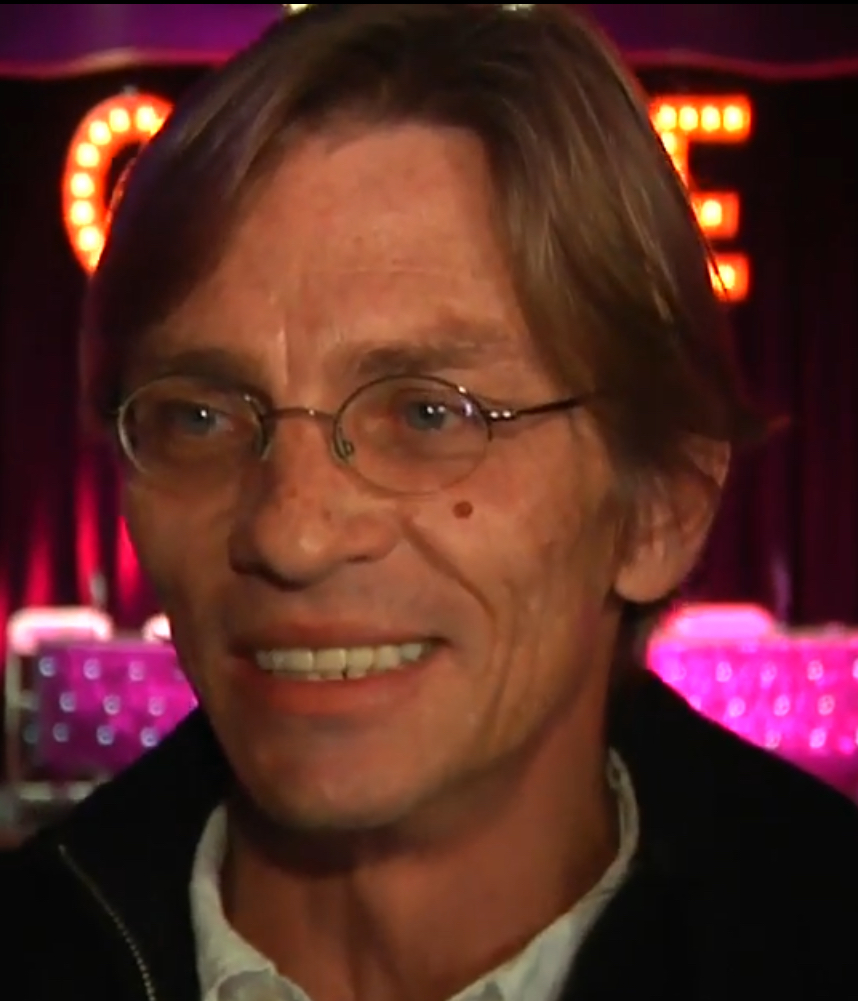

찰스 베이커(Charles Baker, 1971년 2월 27일 ~ )는 미국의 배우, 피아노 연주자, 성우, 작가, 영화 제작자이다.
워싱턴 D.C.에서 태어났다.

## 출연 작품
- 브레이킹 배드 무비: 엘 카미노 (2019년)
- 퍼스트 퍼슨 (2018년)
- 네온 데몬 (2016년)
- FUCKKKYOUUU (2015년)
- 유 캔트 윈 (2015년)
- 와일드 (2014) - T.J. 역
- 에인트 뎀 바디스 세인츠 (2013년) - 베어 역
- 브랜치 라인 (2012년)
- 투 더 원더 (2012년) - 카펜터 역
- 더 굿 가이스 (2010년)
- 템플 그랜딘 (2010년)
- 스플린터 (2008년) - 블레이크 셔먼 역
- 원피스 극장판 8기 - 사막의 공주와 해적들 (2007년)
- 워킹 톨 2 - 페이백 (2007년)
- 에반게리온: 서 (2007년)
- 팻 걸스 (2006년)
- 머더 인 더 퍼스트

### 텔레비전
- 브레이킹 배드 (2008-13) - 스키니 피트 역